# Xian de Tongcheng
Pour les articles homonymes, voir Tongcheng (homonymie).
Le xian de Tongcheng (通城县 ; pinyin : Tōngchéng Xiàn) est un district administratif de la province du Hubei en Chine. Il est placé sous la juridiction de la ville-préfecture de Xianning.

## Démographie
La population du district était de 454 370 habitants en 1999.